# Ged Baldwin
Geraldo "Ged" Baldwin, OC (18 de enero de 1907 - 16 de diciembre de 1991) fue un político canadiense que se desempeñó como diputado por el distrito de Peace River entre 1958 y 1980. Fue conocido como el "Padre y Abuelo" de la Ley de Acceso a la Información.

## Biografía
Nacido en Palmerston, Nueva Zelanda, Baldwin estudió en Edmonton y se convirtió en abogado. Se presentó sin éxito a la Asamblea Legislativa de Alberta en las elecciones generales de 1935 como candidato conservador por el distrito de Peace River. Durante la Segunda Guerra Mundial luchó en el ejército canadiense en Reino Unido y Europa.
Se postuló por primera vez en 1957 para la Cámara de los Comunes de Canadá, como conservador progresista en la circunscripción de Peace River, contra Solon E. Low, líder del Partido del Crédito Social de Canadá aunque no lo logró. Se presentó de nuevo contra Low en las elecciones de 1958 y ganó. Durante su período, luchó por los electores rurales, exigiendo un mejor servicio ferroviario y tarifas reducidas para el transporte de las cosechas de canola. De 1962 a 1963, fue secretario parlamentario de John Diefenbaker, primer ministro de Canadá. De 1968 a 1973 y de nuevo de 1974 a 1976, bajo el mandato de Robert Stanfield, fue líder oficial de la oposición en la Cámara y líder del partido conservador progresista en la Cámara. Se retiró del Parlamento en 1980.
En 1982, recibió un Doctorado Honoris Causa en Derecho de la Universidad de Alberta. En 1985, fue nombrado Oficial de la Orden de Canadá. La mención de su investidura dice:

Sus esfuerzos han estimulado a muchos otros a apoyar la causa [de la libertad de información], alentando así a los gobiernos de muchas jurisdicciones de Canadá a adoptar leyes similares.

Publicó su autobiografía, Frontier Justice, en 1987. Como curiosidad su esposa, Beulah, es hermana de Wilbur Freeland, abuelo paterno de la diputada liberal y ministra del gabinete de Chrystia Freeland. Los antecedentes de Beulah se relatan en su libro The Long Trail - The Story of a Pioneer Family (NeWest Press).